# Спорельтівка
Спорельтівка (рос. Спорельтовка — річка в Україні, у Золочівському й Дергачівському районах Харківської області. Права притока Лопаті (басейн Дону).

## Опис
Довжина річки приблизно 9,64 км, найкоротша відстань між витоком і гирлом — 7,99  км, коефіцієнт звивистості річки — 1,21 . На річці утворено 2 загати.

## Розташування
Бере початок на південно-західній стороні від селища Калинове. Тече переважно на південний схід через село Чорноглазівку і у селі Солоний Яр впадає у річку Лопань, ліву притоку Уди.

## Цікавий факт
- Біля витоку річки на відстані приблизно 2 км розташоване село Карасівка, у якому в кінці XIX століття була садиба відомого вченого-хіміка і мецената П. Д. Хрущова.[3]